# Військово-демаркаційна лінія

Військово-демаркаційна лінія та демілітаризована зона

Військово-демаркаційна лінія (Лінія перемир'я) (кор. 군사분계선, 軍事分界線), іноді звана лінією перемир'я (кор. 휴전선, 休戰線). 
Є сухопутним кордоном або демаркаційною лінією між Північною і Південною Кореєю.
По обидва боки лінії знаходиться Корейська демілітаризована зона (ДМЗ). 
Військова демаркаційна лінія та демілітаризована зона були встановлені внаслідок перемир'я. 

У Жовтому морі дві Кореї розділені де-факто морською «військовою демаркаційною лінією» і морським кордоном, званою Північною розмежувальною лінією (NLL), проведеною Командуванням Організації Об'єднаних Націй в 1953 р. 

Північна розмежувальна лінія не описується Угодою про перемир'я у Кореї. 

Місцевим мешканцям та іноземцям буде дозволено перетинати лінію в Об'єднаній зоні безпеки, як тільки ця зона буде очищена.

## Демаркація по землі
ДМЗ проходить близько 38 паралелі, маючи завдовжки приблизно 248 км. 

Американські та південнокорейські солдати патрулюють цю лінію вздовж південнокорейської сторони, а північнокорейські солдати патрулюють уздовж північнокорейської сторони.

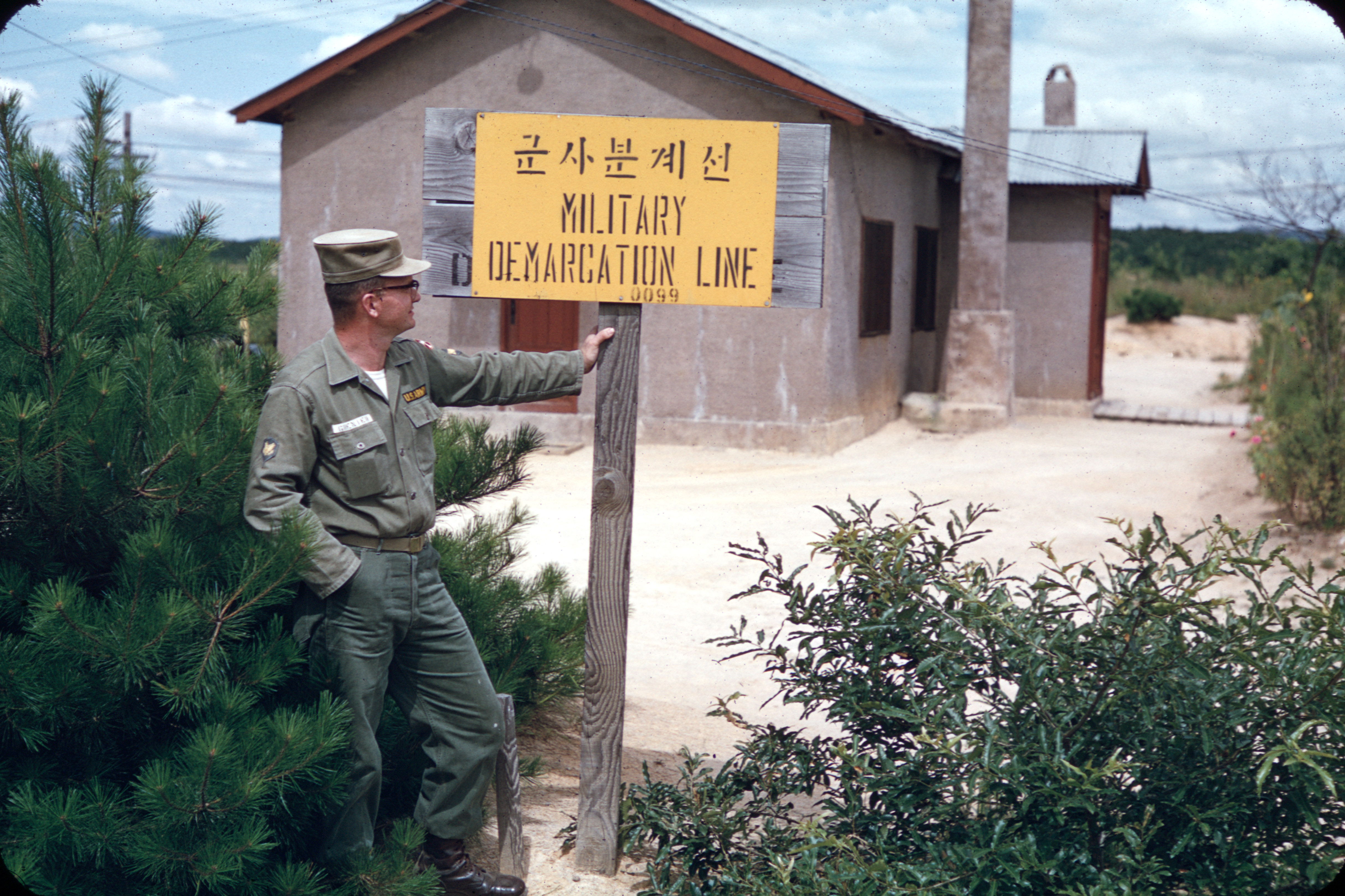
Знак військової демаркаційної лінії у об'єднаній зоні безпеки, 1956 рік.

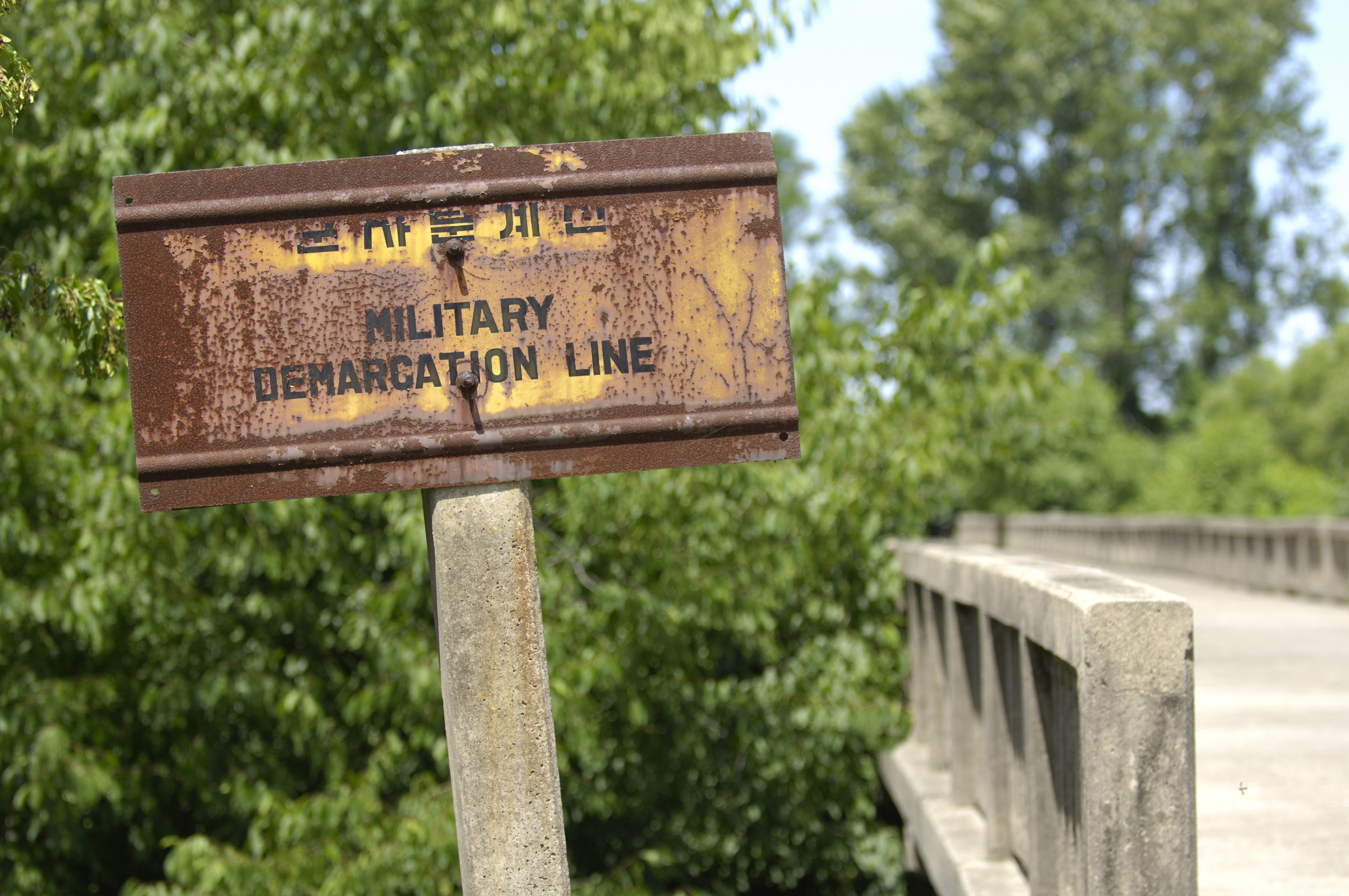
Знак військової демаркаційної лінії мосту.

Корейською мовою ця лінія називається Хюджонсон (휴전선), що означає «лінія перемир'я». 

Іноді її також називають Кунса Пунге-сон (군사 분계선), що буквально означає «військова демаркаційна лінія». 
Проте зазвичай розмежувальну лінію частіше називають Сампхальсон (삼팔선, «38 паралель»).
Сама лінія позначена серією із 1292 ідентичних знаків, які через певні проміжки розміщені на півострові. 
Знаки на північній стороні знаків написані корейською та китайською мовами, 

а на південній стороні — корейською та англійською мовами.

### Військові інциденти
З того часу, як перемир'я поклало край війні в Кореї, уздовж лінії часто відбувалися сутички.

## Північна розмежувальна лінія
Хоча в Угоді про перемир'я у Кореї вказується, де на суші проходять демаркаційна лінія та демілітаризована зона, в угоді не згадуються лінії чи зони у прилеглих водах океану. 

Незабаром після підписання перемир'я лінію на морі було проведено в односторонньому порядку Командуванням Організації Об'єднаних Націй. 
 
Ця північна обмежувальна лінія або Північна обмежувальна лінія була північним кордоном району, в якому Південна Корея дозволяє плавання своїм судам, а не демаркаційну лінію, про яку домовилися дві Кореї. 

Положення Корейської угоди про перемир'я, що стосуються військової демаркаційної лінії та демаркаційної зони, не стосуються акваторій Жовтого чи Японського морів. 

1999 року Північна Корея в односторонньому порядку проголосила свою власну «північнокорейську військову демаркаційну лінію в Жовтому морі», 

також звану «міжкорейською військовою демаркаційною лінією в Жовтому морі». 

Проте командна лінія Організації Об'єднаних Націй функціонує як де-факто або «практичне» продовження Військово-демаркаційної лінії 1953 року, попри періодичні вторгнення та зіткнення. 